# Polygoniodes furva
Polygoniodes furva är en fjärilsart som beskrevs av William Schaus 1912. Polygoniodes furva ingår i släktet Polygoniodes och familjen nattflyn. Inga underarter finns listade i Catalogue of Life.